# City pop
City pop (シティーポップ shitī poppu) là một thể loại con không được định nghĩa rõ ràng của nhạc pop Nhật Bản ra đời từ thập niên 1970. Ban đầu nó được xem là một nhánh của "new music", một thể loại âm nhạc Nhật Bản chịu ảnh hưởng của phương Tây, nhưng ngày nay đã bao gồm nhiều phong cách đa dạng có liên hệ với giai cấp nhàn rỗi và sự phát triển kinh tế đương thời, chẳng hạn như AOR, soft rock, R&B, funk và boogie. Nó cũng được xem là có mối liên hệ với những công nghệ mới của thời đại này như máy nghe nhạc Walkman, xe hơi có lắp đặt đài cassette và đài FM, cũng như nhiều loại nhạc cụ điện tử.
Giới học giả không thống nhất với nhau về định nghĩa thế nào là city pop. Tại Nhật Bản, "city pop" chỉ đơn giản được dùng để chỉ một loạt những nghệ sĩ được xem là mang lại một cảm giác "thành thị" hướng đến khán giả là những người thành thị. Phần lớn các nghệ sĩ của thể loại này không chịu ảnh hưởng của âm nhạc Nhật Bản, mà thay vào đó chủ yếu lấy cảm hứng từ âm nhạc Mỹ như soft rock, boogie và funk. Nhiều bài hát city pop cũng kết hợp âm hưởng nhiệt đới hoặc những yếu tố của nhạc disco, jazz fusion, Okinawa, Latin và Caribe. Ca sĩ-nhạc sĩ Tatsuro Yamashita, một trong những nghệ sĩ tiên phong và thành công nhất của thể loại này, đôi khi được xem là "ông hoàng" của city pop.
Thể loại này đạt định cao về độ phổ biến vào những năm 1980 và sau đó thì mất đi sức hút với đại chúng. Từ đầu thập niên 2010, một phần nhờ các blog chia sẻ âm nhạc và các đĩa nhạc được tái phát hành tại Nhật Bản, city pop trở nên phổ biến với người hâm mộ quốc tế qua mạng Internet, cũng như trở thành tiêu chuẩn của các thể loại âm nhạc thử nghiệm vaporwave và future funk

## Định nghĩa
"City pop" không có một định nghĩa thống nhất và nhiều nghệ sĩ được xem là thuộc thể loại này có phong cách hoàn toàn khác nhau. Yutaka Kimura, tác giả của nhiều cuốn sách về city pop, định nghĩa city pop là "nhạc pop thành thị dành cho những người có lối sống thành thị." Năm 2015, Ryotaro Aoki đã viết trên tờ The Japan Times như sau:
Ban đầu khái niệm này được dùng để chỉ một nhánh của "new music", thể loại âm nhạc chịu ảnh hưởng của phương Tây đang nổi lên tại Nhật Bản trong những năm 1970 và ’80. "City pop" chỉ những nghệ sĩ như Sugar Babe và Eiichi Ohtaki, những người đã rủ bỏ sự ảnh hưởng của âm nhạc Nhật Bản và kết hợp âm hưởng jazz và R&B — những thể loại được xem là mang lại cảm giác "thành thị" — vào âm nhạc của mình.... Với một khái niệm mơ hồ và có nghĩa rộng như city pop, không có gì lạ khi giờ đây dường như chẳng ai thống nhất với nhau rằng city pop thực chất nghĩa là gì.

Jon Blistein của tờ Rolling Stone kết luận rằng city pop "không phải là một thể loại âm nhạc rõ ràng mà là cách gọi tên một loại cảm giác". Theo Yosuke Kitazawa của Japan Archival Series, "các bài hát city pop không bị giới hạn trong một phong cách hay thể loại cụ thể", mà chỉ thể hiện rằng chúng "là âm nhạc do người thành thị làm ra và dành cho người thành thị."
Joshua Minsoo Kim của Pitchfork gọi city pop là một "cách miêu tả mơ hồ dành cho âm nhạc Nhật Bản có sự kết hợp jazz và R&B", còn Chris Ingalls của PopMatters thì xem nó là "một loại soft rock/AOR/funk". Ed Motta của Wax Poetics cho rằng "City Pop thực chất là AOR và soft rock nhưng có một chút funk và boogie." Một cây bút của Electronic Beats gọi city pop là "phản ứng của Nhật Bản với synth pop và disco".